# Fljótsdæla saga
La Fljótsdæla saga (in italiano: Saga dei valligiani di Fljótsdalr) è una saga degli Islandesi; si pensa che sia stata l'ultima saga ad essere scritta (forse intorno al 1500), probabilmente da un autore che proveniva dalla zona dei Fiordi orientali (Islanda). Essa è un seguito della Hrafnkels saga.
La vicenda ruota attorno alle vite dei residenti nella valle di Fljótsdalur (Fljótsdalr in norreno), tra cui Helgi Ásbjarnarson e Helgi e Grímr figli di Droplaugr, una coppia di fratelli a cui è dedicata un'apposita saga, la Droplaugarsona saga (Saga dei figli di Droplaugr).